# 서부난쟁이갈라고속
서부난쟁이갈라고속(Galagoides)은 갈라고과에 속하는 영장류 속이다. 아프리카 서부와 중부에 사는 곡비원류로 3종으로 이루어져 있다. 동부난쟁이갈라고(P. cocos, P. granti, P. orinus, P. rondoensis, P. zanzibaricus)는 유전학적 증거와 발성음의 차이에 기초하여 동부난쟁이갈라고속(Paragalago)로 옮겨졌다. 이 두 속은 자매군이 아니고 평행 진화를 통해 작은 크기로 진화한 것으로 추정된다. 동아프리카 지구대로 분리되어 있다.

## 하위 종
- 쇠갈라고 (Galagoides demidoff)
- 앙골라난쟁이갈라고 (Galagoides kumbirensis)
- 토마스갈라고 (Galagoides thomasi)